# Krakeruds kraftverk

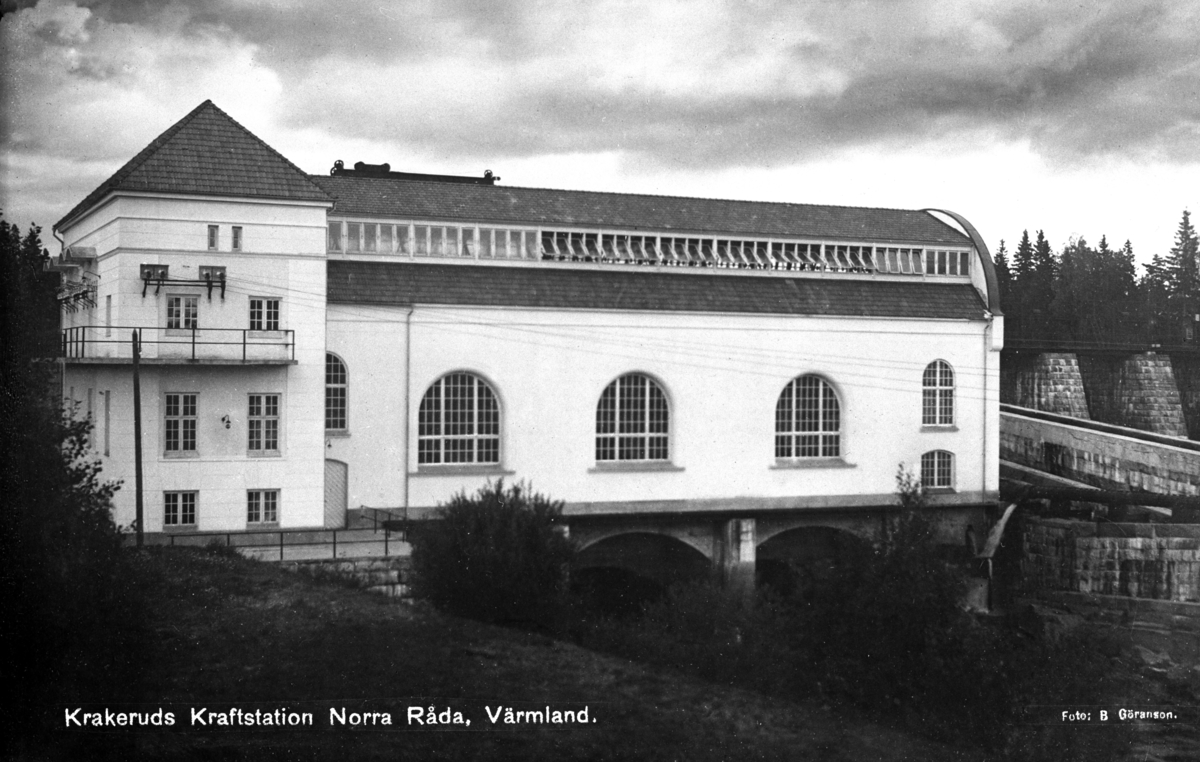
Krakeruds kraftstation, cirka 1930

Krakeruds kraftverk är ett kraftverk i Klarälven, 1,5 kilometer nedströms Uvåns inflöde vid Råda. Den installerade effekten är 22 MW och kraftverket producerar årligen cirka 115 GWh elektricitet.
Krakeruds kraftverk byggdes av Uddeholmskoncernen 1917-21, och har en fallhöjd på 11,5 meter. Inledningsvis installerades tre turbiner med en samlad effekt om cirka 9 MW (12 500 hästkrafter). För den arkitektoniska utformningen stod Sigge Cronstedt.